# Алфрид Круп фон Болен унд Халбах
Алфрид Круп фон Болен унд Халбах (на немски: Alfried Krupp von Bohlen und Halbach, 1907 – 1967) е германски индустриалец.
Наследник на фамилия Круп е фактическият ръководител на огромната промишлена империя по време на Втората световна война поради преклонната възраст на баща му Густав Круп фон Болен унд Халбах.
Младият Круп е твърде ентусиазиран привърженик на нацистката идеология, участва в програмата за масово унищожение на евреи и на партизани, широко използва робски труд, заради което след войната бащата е даден на съд в Нюрнбернгския процес.
Синът прехвърля отговорността си върху своя престарял и болен баща Густав Круп, когото победителите не осъждат по здравословни причини. Самият Алфрид Круп е осъден на 1 година затвор по делото „Круп“, в което страни са САЩ и Круп, (The United States of America vs. Alfried Krupp) и е лишен от 75% от семейната му компания „Круп“.

## Решения по делото „Круп“
| Име                              | Длъжност                                                            | Присъда                        |
| -------------------------------- | ------------------------------------------------------------------- | ------------------------------ |
| Алфрид Круп фон Болен унд Халбах | собственик и главен изпълнителен директор                           | 12 години затвор и конфискация |
| Евалд Льосер                     | бивш главен финансов директор                                       | 7 години затвор                |
| Едуард Худремонт                 | директор, ръководител-метални конструкции                           | 10 години затвор               |
| Ерих Мюлер                       | директор, направление производство на оръжие                        | 12 години затвор               |
| Фридрих Вилхелм Янсен            | заместник-директор                                                  | 10 години затвор               |
| Карл Хейнрих Пфирш               | бивш директор, продажби                                             | невинен                        |
| Макс Ото Ин                      | личен състав                                                        | 9 години затвор                |
| Карл Еберхард                    | заместник на Пфирш                                                  | 9 години затвор                |
| Хейнрих Лео Коршан               | директор на завод за металолеене                                    | 6 години затвор                |
| Фридрих фон Бюлов                | връзки с обществеността и шеф на ведомствената полиция (Werkschutz) | 12 години затвор               |